# Platte Township (comté de Buchanan, Missouri)
Platte Township est un township du comté de Buchanan dans le Missouri, aux États-Unis,. En 2000, sa population s'élève à 416 habitants. Le township est fondé en 1839 et baptisé en référence à la rivière Platte.

## Source de la traduction
- (en) Cet article est partiellement ou en totalité issu de l’article de Wikipédia en anglais intitulé « Platte Township, Buchanan County, Missouri » (voir la liste des auteurs).